# Рубанова, Наталья Фёдоровна
Наталья Рубанова — писатель, критик, литжурналист; литературный и сценарный агент; редактор и консультант по литературному письму.

## Биография
Окончила Музыкальное училище имени Пироговых (класс фортепиано) и МПГУ (музыкальная психология).
Работала как редактор и project manager в ведущих московских издательствах, на телевидении, в сценарном агентстве и пр. Сотрудничает с издательствами и продакшн-компаниями, ТВ, продюсирует книжные и кинопроекты, помогая талантливым прозаикам и сценаристам в реализации их произведений. Консультирует авторов как редактор, оттачивает технику их письма.
Создала уникальную авторскую методику «Музыка слова как практика литературного письма», основанную на синтезе личного опыта музыканта и писателя; основала именное «Литературное агентство Натальи Рубановой».
Основала экспериментальный Издательский импринт «Литературное бюро Натальи Рубановой», где за два года опубликовала книги самобытных прозаиков, эссеистов и критиков. В их числе Алина Витухновская, Андрей Бычков, Игорь Михайлов, Глеб Давыдов, Ольга Балла, Наталия Гилярова, Надежда Венедиктова и другие.
ПРОЗА: лауреат и финалист Премии «Нонконформизм», лауреат Премии журнала «Юность», лауреат Премии им. Тургенева, дипломант Премии «Эврика» и финалист Премии Б. Соколова
ПУБЛИЦИСТИКА: лауреат Премии имени Эрнеста Хемингуэя, Торонто.
ДРАМАТУРГИЯ: финалист конкурса «Действующие лица», лауреат конкурса «Litodrama». Финалист и участник фестиваля монопьес «SOLO» (Art-Vic Theatre, Лондон). В MediaLab-Centre (Донкастер, Великобритания) по мотивам книги «Москва по понедельникам» поставлен спектакль «Violet».
КНИГИ: «Москва по понедельникам», «Коллекция нефункциональных мужчин», «Люди сверху, люди снизу», «Сперматозоиды», «Карлсон, танцующий фламенко», «Хулигангел», «Русский диссонанс».
ПЕРЕВОДЫ на английский: Eleven-Eleven, WWB, ANMLY, Carrion Bloom Books,128Lit.
ПУБЛИКАЦИИ в литжурналах России, Финляндии, Германии, Канады, США («Знамя», «Новый мир», «Урал», «Волга», «Новый Свет», «LiteraruS», «Крещатик», веб-журналы «Перемены», «Топос» и другие).
Публикации в СМИ: «Независимая газета-Экслибрис», «Литературная газета», «Вечерняя Москва», «Частный корреспондент» и др.
По приглашению Виктора Топорова входила в состав Большого жюри премии «Национальный бестселлер» (2010). Номинант премии «Национальный бестселлер» (2011), номинатор премии (2021).
Автор-составитель попавшего под огонь издательской самоцензуры сборника новелл «Я в Лиссабоне. Не одна» («СПб Астрель», 2014; тираж 3000 экземпляров сожжён). В книгу входили тексты Яна Вишневского, Валерии Нарбиковой, Марии Рыбаковой, Каринэ Арутюновой и других. В 2020 году проект возрождён в канадском издательстве «Accent Graphics Communications».
В 2021/22 гг. петербургское издательство «Лимбус Пресс» выпустило новый двухтомник Рубановой в авторской серии «Тёмные аллеи XXI век»: сборники новелл «Карлсон, танцующий фламенко» и «Хулигангел, или Далеко и навсегда». В 2023-м в «Лимбус Пресс» вышел рубановский сборник избранной критики, эссеистики и интервью под названием «Русский диссонанс»

## Книги
- Наталья Рубанова. Москва по понедельникам. — Рязань: Узорочье, 2000. — 168 с. — ISBN 5-85057-270-8.
- Наталья Рубанова. Коллекция нефункциональных мужчин. Предъявы. — СПб.: Лимбус Пресс, 2005. — 368 с. — (Лимбус Лайт). — ISBN 5-8370-0402-5.
- Наталья Рубанова. Люди сверху, люди снизу. — М.: Время, 2008. — С. 304. — (Самое время!). — ISBN 978-5-9691-0352-8.

- Наталья Рубанова. Сперматозоиды. — М.: Эксмо, 2013. — С. 288. — (Лауреаты литературных премий). — ISBN 978-5-699-68316-1.
- Наталья Рубанова. Карлсон, танцующий фламенко. Новеллы. — СПб: «Лимбус Пресс», 2021. — 568 с. — (Авторская серия «Тёмные аллеи XXI век»). — ISBN 978-5-8370-0774-3.
- Наталья Рубанова. Хулигангел, или Далеко и навсегда. Нетленки, тленки и монопье. — СПб: «Лимбус Пресс», 2022. — 472 с. — (Авторская серия «Тёмные аллеи XXI век»). — ISBN 978-5-8370-0911-2.
- Наталья Рубанова. Letters to Robot Werther / Зашибись! / перевод Рэйчел Даум. — SLC, UT: Carrion Bloom Books, 2021. — 80 с. (Драма/Поэзия в билингвальном издании). ISBN 978-1-73476-621-9
- Наталья Рубанова. Русский диссонанс. От Топорова и Уэльбека до Робины Куртин: беседы и прочтения, эссе, статьи, рецензии, интервью-рокировки, фишки — СПб: «Лимбус Пресс», 2023. — 518 с. — ISBN 978-5-8370-0936-5